# Pistolers d'aigua dolça
Pistolers d'aigua dolça (Monkey Business en el seu títol original en anglès als Estats Units) és una pel·lícula de l'any 1931 dirigida per Norman Z. McLeod i protagonitzada pels germans Marx, la qual fou emesa a TV3 per primera vegada el 4 d'abril del 1988.

## Argument
Els germans Marx viatgen d'incògnit en un luxós transatlàntic. S'amaguen a l'interior d'uns tonells d'arengades. Però, en cantar en veu alta i fer córrer unes notes ofensives, els quatre polissons són descoberts per un oficial. Poc després, Groucho suplanta el capità i comença a donar ordres de navegació. Mentrestant, el mut Harpo es distreu empaitant les noies. Més tard, el gàngster Joe Helton (Rockliffe Fellowes) els contracta perquè facin desaparèixer un mafiós rival. Però ells també s'entenen amb l'altre gàngster, Alky Briggs (Harry Woods), i així cobraran dues vegades.

## Repartiment
- Groucho Marx (Groucho)
- Harpo Marx (Harpo)
- Chico Marx (Chico)
- Zeppo Marx (Zeppo)
- Rockliffe Fellowes (J.J. "Big Joe" Helton)
- Harry Woods ("Alky" Briggs)
- Thelma Todd (Lucille Briggs)
- Ruth Hall (Mary Helton)
- Tom Kennedy (contramestre Gibson)
- Cecil Cunningham (Madame Swempski, la cantant d'òpera)
- Charlotte Mineau (Emily, dona amb un affair il·lícit)
- Maxine Castle (cantant d'òpera)
- Rolfe Sedan (barber del vaixell)
- Evelyn Pierce (manicurista)
- Billy Bletcher (home de la tumbona)
- Bess Flowers (esposa de l'home disfressat d'imdi)
- Cyril Ring (convidat a la festa)
- Ben Taggart (capità Corcoran)
- Davison Clark (oficial dels passaports)

## Context històric i artístic
Pistolers d'aigua dolça és una pel·lícula on els guillats i embrollaires germans Marx s'embarquen a velocitat de creuer a través del més delirant viatge oceànic abans mai vist en pantalla. Els Marx (ací en formació de quartet, ja que Zeppo mai no va acabar de reeixir) despleguen ací totes les seues capacitats burlesques i de nou atempten contra la lògica, la responsabilitat i l'ordre establert. Seguint una trama discontínua, els magnífics comediants exerceixen, per aquest ordre, d'esbojarrats polissons, de gàngsters amb doble sou i de frenètics desvergonyits, capaços de treure de polleguera la tripulació i el passatge sencer del transatlàntic més luxós.
Aquesta extravagància marxista es basa principalment en l'absurda comicitat dels irrepetibles artistes estatunidencs, els quals posen en circulació un inesgotable reguitzell de gags visuals i verbals, vàlids alguns per a la més afinada de les antologies còmiques. L'eixelebrada peripècia dels irreverents germans a la duana, amb Harpo amagant-se el gramòfon dins la gavardina i fent-se passar per Maurice Chevalier, potser n'és el millor. A banda d'això, Groucho es descobreix mestre de la raó incongruent i dels frenopàtics jocs de paraules, mentre l'incorregible Harpo (sens dubte, el mut més famós i libidinós de tota la història del cinema) es passa tot el metratge empaitant les noies (rosses preferiblement). Només descansa per a tocar l'arpa. És el tercer dels catorze llargmetratges interpretats pels Marx, que aquest cop cedeixen espai a la Thelma Todd, cèlebre actriu de les primeres comèdies sonores. Coneguda com the ice-cream blonde i relacionada amb el mafiós Lucky Luciano, Todd va morir el 1935, amb trenta anys i en circumstàncies estranyes.

## Frases cèlebres
| « | "És vostè l'encarregat?... Si ho és, vull presentar-li una queixa. Sap qui ha entrat a la meua cabina a les tres del matí?... Ningú! I d'això em queixo. Sóc jove, alegre i vull sarau. Txa-txa-txa! Vull ballar tota la nit, fins que les vaques tornin al seu estable!" (Groucho Marx) | » |

| « | Cambrer: "Li agradaria prendre alguna cosa abans del dinar?" Chico: "Sí, l'esmorzar." | » |

| « | Groucho: "Un bonic i vell exemple de melodrama: el segrest d'una nena... Vostè ha estat llegint massa novel·les de deu centaus." | » |

| « | Groucho: "Dius que això és un graner? Això sembla un estable." Chico: "Bé, si el mires, és un graner... Si l'olores, és un estable." Groucho: "Bé, doncs, anem a mirar-lo." | » |

| « | Chico: "La mostassa no és bona sense rosbif." | » |

## Curiositats
- Fou la primera pel·lícula dels germans Marx escrita expressament per a la pantalla gran i la seua primera també que es va produir a Hollywood.[4]
- La frase"Gary Cooper és molt més alt que jo" esdevé "Charlton Heston és molt més alt que jo" a la versió doblada al castellà (Heston tenia només 7 anys quan aquest film es va estrenar).[4]
- Llevat dels títols de crèdit, els germans Marx no tenen nom en aquesta pel·lícula: són anomenats "Els polissons".[4]
- Hom pot veure el pare dels germans Marx, Sam Marx, assegut a unes caixes de fusta darrere d'ells en el moment en què són foragitats del vaixell.[4]

## Errades del film
- Quan Groucho i Chico s'amaguen sota la taula a la cambra de derrota (abans de la trobada amb el capità), hom pot veure una cigarreta a la mà dreta de Chico, la qual no tenia abans d'amagar-se.[5]